# Tha Trademarc
Tha Trademarc är ett artistnamn för Marc Predka, född 21 april 1975, amerikansk hiphopartist.
Han är känd för att vara WWE-brottaren John Cenas kusin. Tha Trademarc släppte tillsammans med sin kusin John Cena sitt debutalbum You Can't See Me den 20 maj 2005.